# Wilhelm Henningsen
Wilhelm Henningsen (ur. 29 lipca 1904 w Husby, zm. 2 września 1939 w Gdańsku) – niemiecki wojskowy, Oberleutnant artylerii morskiej.
Od początku lat 30. XX wieku służył w III Oddziale Artylerii Morskiej w Świnoujściu, pełniąc funkcję instruktora szkoleniowego. Awans na oficera zawdzięczał nienagannej służbie, energicznej postawie i wysokim kwalifikacjom. Od marca 1938 do września 1939 dowodził 1 Kompanią Szturmową Kriegsmarine (Marine-Stosstrupp-Kompanie).
Przed południem pierwszego dnia walk na Westerplatte został ciężko ranny w brzuch, gdy podrywał swój oddział do walki. Następnego dnia zmarł. Po śmierci Henningsena dowództwo kompanii objął porucznik Walter Schug.
Na jego cześć komenda Kriegsmarine w Świnoujściu przemianowała w 1940 roku – Fort Zachodni w Świnoujściu (ówcześnie „Westbatterie”), gdzie wcześniej służył Henningsen, na Baterię Henningsen. Na bramie fortu znajdowała się także upamiętniająca go tablica.